# 瓦尔马尼亚
瓦尔马尼亚（法語：Valmanya，法語發音：[valmaɲa] ⓘ）是法国东比利牛斯省的一个市镇，位于该省中部略偏南，属于普拉德区。

## 地理
瓦尔马尼亚（42°32'18"N, 2°32'3"E）面积27.63 平方千米，位于法国奧克西塔尼大區东比利牛斯省，该省份为法国大陆部分最南部的省份，涵盖了北加泰罗尼亚，北起奥德省，西接阿列日省和安道尔，南与西班牙接壤，东临地中海。
与瓦尔马尼亚接壤的市镇（或旧市镇、城区）包括：巴耶斯塔维、拉巴斯蒂德、科尔萨维、卡斯泰伊、托里尼亚、埃斯托埃。
瓦尔马尼亚的时区为UTC+01:00、UTC+02:00（夏令时）。

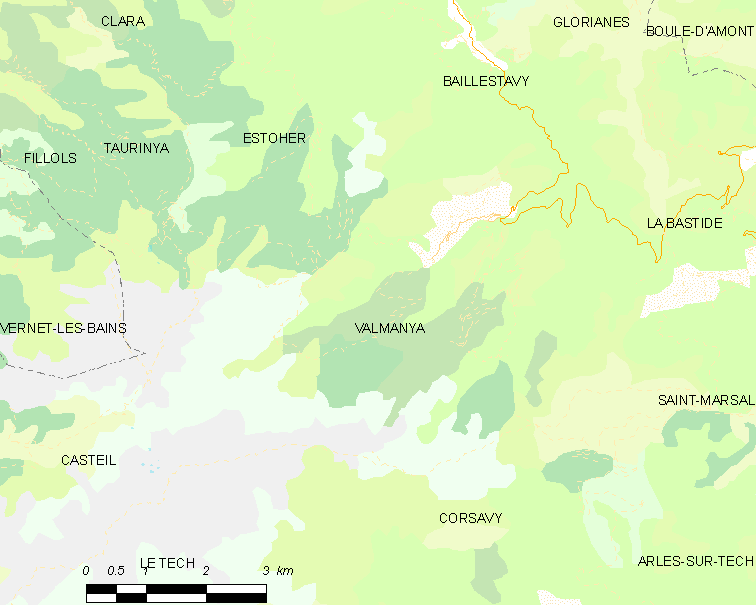
瓦尔马尼亚的OSM定位图

## 行政
瓦尔马尼亚的邮政编码为66320，INSEE市镇编码为66221。

## 政治
瓦尔马尼亚所属的省级选区为勒卡尼古县。

## 人口

1962-2008年间瓦尔马尼亚人口变化图示

瓦尔马尼亚于2022年1月1日时的人口数量为34人。